# Burnosy
Burnosy (biał. Бурносы, Burnosy; ros. Бурносы, Burnosy) – wieś na Białorusi, w obwodzie grodzieńskim, w rejonie lidzkim, w sielsowiecie Trzeciakowce, nad Niemnem, w pobliżu ujścia do niego Gawii.

## Historia
W XIX i w początkach XX w. położone były w Rosji, w guberni wileńskiej, w powiecie lidzkim, w gminie Dokudowo.
W dwudziestoleciu międzywojennym leżały w Polsce, w województwie nowogródzkim, w powiecie lidzkim, w gminie Dokudowo. W 1921 miejscowość liczyła 98 mieszkańców, zamieszkałych w 16 budynkach, wyłącznie Polaków. 82 mieszkańców było wyznania prawosławnego, 9 rzymskokatolickiego i 7 mojżeszowego.
Po II wojnie światowej w granicach Związku Sowieckiego. Od 1991 w niepodległej Białorusi.